# Nesozineus peruanus
Nesozineus peruanus är en skalbaggsart som beskrevs av Maria Helena M. Galileo och Martins 2007. Nesozineus peruanus ingår i släktet Nesozineus och familjen långhorningar. Inga underarter finns listade i Catalogue of Life.